# Галиканска църква
Галиканска църква (на френски Église gallicane) се нарича френската католическа църква от 1682 до 1790 г. Тя е резултат от доктрината Галиканизъм (контрол на краля над църковните дела във Франция), която е обратна на ултрамонтанизъм (целият контрол в ръцете на папата).
За първи път идеята, че френската църква може да има известна независимост от Светия престол, се появява при Филип ІV, по време на конфликта му с папа Бонифаций VІІІ. През 1438 г. Шарл VІІ издава Прагматическата санкция от Бурж, с която ограничава папските прерогативи. Изхождайки от решенията на провеждащия се по това време Базелски събор, той въвежда църковни събори на всеки десет години, на които се дава власт над тази на папата. Кралят де факто получава правото да посочва църковните ръководители (т. нар. droit de régale). Освен това, започвайки пропагандна война, той лансира твърдението, че още през 1269 г. Луи ІХ е издал подобен документ. През 1516 г. Франсоа І налага на папата да приеме основните от тези искания чрез Болонския конкордат.
През 1681 – 1682 г. по идея на епископ Жак Босюе се свиква събрание на 68 висши представители на френското духовенство, които приемат декларация, която най-добре разкрива принципите на галиканизма. Тя съдържа четири точки:
- папите имат власт дадена от Бога само над духовните дела на християните; тъй като кралете не са по Божията милост подчинени на духовното водачество на папите, техните поданици дължат вярност само на кралете си;
- властта на Светия престол над духовните неща е само дотолкова, колкото е решено от Констанцкия събор; Галиканската църква приема, че е в правото да решава собствените си въпроси на събори, както Христос е учил;
- също така всякакви други въпроси, които засягат само нея, тя може да решава без съгласието на Светия престол;
- папите запазват провото си да определят каноническите принципи, но всяка църква може да реши дали и доколко да ги приеме.[2]

Декларацията е подписана от всичките 68 участници (от които 34 епископи) и предоставена за одобрение на крал Луи ХІV, след това на Парижкия парламент. Кралят я оповестява с кралски указ и нарежда да се изучава във всички френски колежи. Когато обаче документът е изпратен за съгласието на папата, Инокентий XI го изгаря публично. Конфликтът между краля и папата не стига до крайности, но оставя трайни последици. Оттук нататък абсолютната монархия във Франция решава напълно самостоятелно църковните си въпроси.
През 1790 г., по време на Френската революция, Учредителното събрание приема закон за гражданска конституция на духовенството, който поставя нещата по съвсем различен начин. Папската роля е ликвидирана окончателно. С това се слага край на т. нар. Галиканска църква.